# 渡部修
渡部 修（わたなべ おさむ、1951年（昭和26年）4月16日 - ）は、日本の政治家。
1995年から2005年まで（旧）磐田市議会議員を3期、2005年から2009年まで磐田市議会議員を1期、2009年から2021年まで磐田市長を3期務めた。

## 来歴
静岡県裾野市出身。静岡県立沼津商業高等学校卒業。
1995年（平成7年）、旧磐田市議会議員選挙において初当選。以来、市議会議員を通算4期務める。なおこの間、2005年（平成17年）4月1日に、旧磐田市と磐田郡竜洋町、福田町、豊田町、豊岡村が新設合併して、新しい磐田市が誕生する。
2009年（平成21年）4月19日執行の静岡県磐田市長選挙に立候補。元豊岡村長で元磐田市副市長の鶴田春男ら2候補を破り初当選した。4月24日、市長就任。
※当日有権者数：134,065人 最終投票率：67.22%（前回比：pts）
| 候補者名 | 年齢 | 所属党派 | 新旧別 | 得票数   | 得票率 | 推薦・支持 |
| -------- | ---- | -------- | ------ | -------- | ------ | ---------- |
| 渡部修   | 58   | 無所属   | 新     | 43,495票 | 49.19% |            |
| 鶴田春男 | 56   | 無所属   | 新     | 37,780票 | 42.73% |            |
| 大橋仁満 | 49   | 無所属   | 新     | 7,143票  | 8.08%  |            |

2013年（平成25年）4月21日執行の同市長選挙において、2期目の当選。
※当日有権者数：133,292人 最終投票率：61%（前回比：-6.22pts）
| 候補者名 | 年齢 | 所属党派 | 新旧別 | 得票数   | 得票率 | 推薦・支持 |
| -------- | ---- | -------- | ------ | -------- | ------ | ---------- |
| 渡部修   | 62   | 無所属   | 現     | 50,174票 | 62.56% |            |
| 安間英雄 | 65   | 無所属   | 新     | 30,031票 | 37.44% |            |

2017年（平成29年）4月16日執行の同市長選挙において、3期目の当選。
※当日有権者数：135,251人 最終投票率：59.22%（前回比：-1.78pts）
| 候補者名 | 年齢 | 所属党派 | 新旧別 | 得票数   | 得票率 | 推薦・支持 |
| -------- | ---- | -------- | ------ | -------- | ------ | ---------- |
| 渡部修   | 66   | 無所属   | 現     | 47,121票 | 59.80% |            |
| 柏木健   | 48   | 無所属   | 新     | 31,680票 | 40.20% |            |

2020年（令和2年）12月1日、任期満了に伴う翌年4月の市長選挙への不出馬を表明。
市長退任後の2021年4月、静岡産業大学総合研究所客員研究員に就任。